# 皮埃尔比菲耶尔站
皮埃尔比菲耶尔站是法国的一个铁路车站，位于法国中南部市镇皮埃尔比菲耶尔。

## 位置
皮埃尔比菲耶尔站位于皮埃尔比菲耶尔市区的西部，奥尔良－蒙托邦铁路421.711公里处。车站大致呈东西走向，开口朝南。

## 设施
皮埃尔比菲耶尔站是一个无人看守的乘降所，原有的站房已废弃，现无任何售票设施。在该站上车的乘客需找乘务员主动购票或使用通勤卡。

## 停靠线路
以下列车线路在皮埃尔比菲耶尔站停靠：
| 皮埃尔比菲耶尔站列车线路表 |      |            |               |              |
| 线路                       | 车种 | 上一站     | 下一站        | 大致运行频率 |
| 利摩日—布里夫              | TER  | 索利尼亚克 | 马尼亚克-维克 | 每天8趟左右  |
| 1.                         |      |            |               |              |

## 配套交通

### 长途客车
| 停靠皮埃尔比菲耶尔站的大巴车 |                    |                                                                      |
| 上下车地点                   | 运营单位           | 主要线路及目的地                                                     |
| 皮埃尔比菲耶尔站门口         | 上维埃纳省城际客运 | - 29线：利摩日、布瓦瑟伊                                             |
| 皮埃尔比菲耶尔站门口         | SNCF Car TER       | （当铁路线施工或罢工时，SNCF可能也会提供途径该线路沿途站点的大巴车） |
| 1. 2. 3.                     |                    |                                                                      |

### 市内交通
皮埃尔比菲耶尔站附近暂无常规城市公共交通线路。

### 社会车辆
皮埃尔比菲耶尔站门口可停靠十余辆小型机动车。

## 临近车站
| 皮埃尔比菲耶尔站（Gare de Pierre-Buffière） |                    |                          |
| 上行车站                                    | 线路               | 下行车站                 |
| 索利尼亚克-勒维让站 8.8km ←                 | 奥尔良－蒙托邦铁路 | 马尼亚克-维克站 → 11.7km |
| - 本表仅显示运营中的线路及车站              |                    |                          |